# 홍성 임득의 장군 묘
홍성 임득의 장군 묘(洪城 林得義 將軍 墓)는 충청남도 홍성군 서부면 판교리에 있는, 조선 중기의 무신인 임득의 장군의 묘이다. 1995년 10월 7일 충청남도의 문화재자료 제340호로 지정되었다.

## 개요
조선 중기의 무신인 임득의 장군의 묘이다. 장군의 자는 자방(子房), 평택사람으로 부사 임식의 둘째 아들이며 임득인의 동생이다.
선조 29년(1596) 이몽학이 충청도 홍산에서 반란을 일으켜 인접한 임천·정산·청양·대흥 등을 함락하고 홍주성을 침범하자 홍주목사 홍가신을 도와 난을 평정하였다. 이 공로로 1604년 청난공신 3등에 기록되고 평성군으로 봉해졌다. 그뒤 충청수우후를 거쳐 광해군 1년(1609) 경상우도 병마절도사가 되었다.
묘소는 홍성군 서부면 판교리 청룡산에 있다. 묘소 앞에는 1917년에 세운 신도비가 있는데, 비문은 지산 김복한이 지은 것이다.

## 같이 보기
- 임득의
- 이몽학의 난

## 참고 자료
- 홍성임득의장군묘 - 국가유산청 국가유산포털